# Piżmowiec
Piżmowiec (Moschus) – rodzaj ssaków z rodziny piżmowcowatych (Moschidae).

## Rozmieszczenie geograficzne
Rodzaj obejmuje gatunki występują w Azji.

## Charakterystyka
Długość ciała 65–100 cm, ogona 3–6 cm, wysokość w kłębie 50–61 cm; masa ciała 6–18 kg.

## Systematyka
Rodzaj zdefiniował w 1758 roku szwedzki przyrodnik Karol Linneusz w 10 wydaniu Systema Naturae, publikacji swojego autorstwa poświęconej systematyce zwierząt, roślin i minerałów. Gatunkiem typowym jest (oznaczenie monotypowe) piżmowiec syberyjski (M. moschiferus).

### Etymologia
- Moschus: gr. μoσχος moskhos ‘piżmo’[10].
- Moschifer: gr. μoσχος moskhos ‘piżmo’; φερω pherō ‘nosić’[10].
- Odontodorcus: gr. οδους odous, οδοντος odontos ‘ząb’; δορκας dorkas ‘antylopa’[11]. Gatunek typowy: Gistel wymienił dwa gatunki – Moschus tragulus (?) i Moschus moschiferus Linnaeus, 1758 – z których gatunkiem typowym jest Moschus moschiferus Linnaeus, 1758.

### Podział systematyczny
Do rodzaju należą następujące występujące współcześnie gatunki:
| Grafika | Gatunek              | Autor i rok opisu                          | Nazwa zwyczajowa       | Podgatunki         | Rozmieszczenie geograficzne | Podstawowe wymiary                     | Status IUCN |
| ------- | -------------------- | ------------------------------------------ | ---------------------- | ------------------ | --- | -------------------------------------- | ----------- |
|         | Moschus moschiferus  | Linnaeus, 1758                             | piżmowiec syberyjski   | 3 podgatunki       | szeroko rozpowszechniony w Rosji (Syberia, Daleki Wschód i Sachalin), skrajnie wschodnim Kazachstanie, w północno-zachodniej i północno-wschodniej Chińskiej Republice Ludowej, Mongolii oraz Korei Północnej i Południowej; zakres wysokości: 300–1600 m n.p.m.                 | DC: 65–90 cm DO: 4–6 cm MC: 7–17 kg    | VU          |
|         | Moschus chrysogaster | (B.H. Hodgson, 1839)                       | piżmowiec górski       | 2 podgatunki       | strefy alpejskie w północnych Indiach, Nepalu, Bhutanie oraz środkowej i południowej Chińskiej Republice Ludowej (Qinghai, południowe Gansu, południowa Ningxia, południowo-wschodni Tybet, zachodni Syczuan i północno-zachodni Junnan); zakres wysokości: 2800–4000 m n.p.m.   | DC: 85–90 cm DO: 4–6 cm MC: 11–18 kg   | EN          |
|         | Moschus leucogaster  | B.H. Hodgson, 1839                         | piżmowiec białobrzuchy | gatunek monotypowy | południowe zbocza Himalajów w północnych Indiach, Nepalu i Bhutanie; zakres wysokości: 2500–4400 m n.p.m. | DC: 86–100 cm DO: 4–6 cm MC: 13–18 kg  | EN          |
|         | Moschus cupreus      | Grubb, 1982                                | piżmowiec kaszmirski   | gatunek monotypowy | północno-wschodnie Afganistan (Nurestan) oraz Kaszmir w północno-wschodnim Pakistanie i północno-zachodnich Indiach; zakres wysokości: 1500–4000 m n.p.m. | DC: 85–100 cm DO: 4–6 cm MC: 12–17 kg  | EN          |
|         | Moschus fuscus       | Li Xiangyang, 1981                         | piżmowiec ciemny       | gatunek monotypowy | północno-wschodni Nepal, północno-wschodnie Indie (Sikkim, możliwe że Arunachal Pradesh), Bhutan, południowa Chińska Republika Ludowa (północno-wschodni Tybet i północno-zachodni Junnan) i północna Mjanma; zakres wysokości: 2200–4600 m n.p.m.                               | DC: 73–80 cm DO: 4–6 cm MC: 10–15 kg   | EN          |
|         | Moschus anhuiensis   | Wang Qishan, Hu Xiaolun & Yan Yuhong, 1982 | piżmowiec chiński      | gatunek monotypowy | endemit Chińskiej Republiki Ludowej: najwyraźniej ograniczony do południowo-zachodniego Anhui; zakres wysokości: poniżej 500 m n.p.m. | DC: 70–76 cm DO: 2–4 cm MC: 7,1–9,7 kg | EN          |
|         | Moschus berezovskii  | Flerov, 1929                               | piżmowiec karłowaty    | 4 podgatunki       | środkowa i południowa Chińska Republika Ludowa (od południowo-wschodniego Qinghai, południowego Gansu i południowego Shaanxi na południe do południowego Tybetu, Junnanu i Kuangsi) oraz północny Wietnam (prowincja Cao Bằng); być może Laos; zakres wysokości: 0–3500 m n.p.m. | DC: 70–80 cm DO: 3–4 cm MC: 6–9 kg     | EN          |

Kategorie IUCN:  VU  – gatunek narażony,  EN  – gatunek zagrożony.
Opisano również gatunek wymarły z fanerozoiku dzisiejszej Chińskiej Republiki Ludowej:
- Moschus grandaevus Schlosser, 1924[14]